# Зекир, Муарем
Муарем Зекир (26 августа 1973 года, Скопье) — югославский и северомакедонский футболист, вратарь.

## Карьера

### Клубная
Практически всю свою карьеру провел в одном из сильнейших клубов страны «Вардаре». В 2003 году он защищал ворота команды в рамках её двухматчевого противостояния с московским ЦСКА во втором отборочном раунде Лиги чемпионов. По их итогам «Вардар» одержал сенсационно оказался сильнее (2:1 — в гостях, 1:1 — дома) и прошел дальше.. Завершал свою карьеру в «Ренове».

### В сборной
За сборную Македонии Муарем Зекир дебютировал 6 июня 2001 года в товарищеском матче с Молдавией, который завершился со счетом 2:2. Всего за национальную команду голкипер провел четыре матча.

## Достижения
- Чемпион Македонии (5): 1992/93, 1993/94, 1994/95, 2001/02, 2002/03.
- Обладатель Кубка Македонии (4): 1992/93, 1994/95, 1997/98, 1998/99.